# Seven Footprints to Satan
Seven Footprints to Satan (Brasil: Nos Domínios de Satã ) é um filme de terror produzido nos Estados Unidos, dirigido por Benjamin Christensen e lançado em 1929.